# Бакаджикский Спасский монастырь
Бакаджикский Спасский монастырь (болг. Бакаджишки манастир "Св. Спас") — мужской монастырь Сливенской епархии Болгарской православной церкви, расположенный на северном склоне горе Бакаджик, близ села Чарган (община Тунджа, Ямболская область) в 10 км от города Ямбол.

## История
После окончания русско-турецкой войны 1877—1878 годов, приведшей к освобождению части Болгарии от многовекового турецкого ига, русская армия ещё два года оставалась в стране. В начале 1879 года генерал-лейтенант Михаил Скобелев обсуждал с жителями Ямбола идею построить храм в память о русских воинах. Решено было, что она будет воздвигнута, на северной стороне возвышенности Бакаджик. Было выбрано то место, где во время Апрельского восстания 1876 года располагался старый византийский монастырь Святого Спаса. Рассказывают, что генерал Скобелев лично избрал Бакаджик в качестве места будущего храма.
Строительство было начато весной 1879 года силами 30-й пехотной дивизии. Средства на строительство поступали от пожертвований из России и Болгарии. В числе жертвователей были мать генерала Скобелева — Ольга Николаевна Полтавцева-Скобелева и его сестра — княгиня Белосельская. Местное население, довольно бедное, помогало в основном свои трудом. В праздник Вознесения Господня люди привозили, кто что мог взять — шерсть, пшеницу, коноп, шкуры и разыгрывали товар на аукционе, а средства от их продажи жертвовали на строительство.
12 мая того же года протоиерей Алексий Кузнецов, благочинный 30-й пехотной дивизии, вместе с её командиром генералом Шнитниковым заложил у села Чарган, в 13 верстах от города Ямболь, каменную церковь во имя святого благоверного великого князя Александра Невского в память о спасении Императора Александра II при покушении на него Д. В. Каракозова 2 апреля того же года. На закладке присутствовало и болгарское духовенство, но не сослужило из-за греко-болгарской схизмы.
Церковь во имя святого Александра Невского была задумана и построена с размерами 16,70 м в длину и 5,20 м в ширину. В ней, по старому обычаю, было сделано и женское отделение, как делали во время турецкого ига.
После вывода российских частей, генерал Скобелев-младший подарил строящемуся храму евангелие и выгравированный крест, а строительство было завершено из ямбольцами при финансовой помощи болгар и русских. Иконостас был создан русскими моназами, а хоругви и иконы перенесены из Киево-Печерской лавры.
При церкви-памятнике на 200 человек без колокольни был открыт мужской монастырь во имя Святого Спаса, который числился в составе Херсонской епархии, но как и прочие зарубежные приходы управлялся Санкт-Петербургским митрополитом. Настоятелем монастыря стал бывший полковник иеромонах Парфений (Павлов).
Монастырь владел полями, скотом и пасекой и большим виноградником. На территории стояли два двухэтажных дома для братии и хозяйственные постройки.
Неподалеку от монастыря, на горе Бакаджик, стояла деревянная Вознесенская часовня, очень почитаемая окрестными жителями. На Вознесение к ней стекались тысячи паломников, благодаря пожертвованиям которых монастырь и мог существовать.
В 1900 году после смерти иеромонаха Парфения (Павлова) настоятелем был назначен иеромонах Ювеналий (Загорулько).
В 1902 году на русские деньги, вместо деревянного, было выстроено каменное здание часовни, освящённое 30 августа того же года митрополитом Сливенским Гервасием (Георгиевым). Одновременно в монастыре возведена каменная гостиница.
После вступления Болгарии в октябре 1915 году в Первую мировую войну на стороне Германии и Австро-Венгрии монастырь становится жертвой русофоба Васила Радославова, который назвал его «гнездом русского шпионажа». Иеромонах Ювеналий, очень уважаемый местным населением, был интернирован в городе Котел, где в 1916 году скончался. Основное имущество монастыря оказалось опечатано, а управлять обителью назначили болгарского иеромонаха Кассиана.
В 1919 году в монастырь вернулся псаломщик Ювеналия, который взялся вести хозяйство, пришедшее в упадок, так как болгары конфисковали часть угодий и претендовали на доходы от часовни.
В монастыре какое-то время, начиная с 1921 года, в монастыре жил митрополит Херсонский и Одесский Платон (Рождественский), который вскоре был назначен управляющим Северо-Американской и Алеутской епархией. В обители нашли приют также некоторые монахи разоренного Григорие-Бизюковского монастыря в его епархии. В Ямболе обосновалось военное училище Войска Донского и появились два русских воинских кладбища, на одном из которых в 1921 был воздвигнут памятник погребённым-эмигрантам, которым была передана Александро-Невская церковь.
В начале 1930-х годы в обители Святого Спаса имелось два храма и 12 насельников. В 1934 году обитель переходит в юрисдикцию Болгарской православной церкви.
В 1938 году по просьбе архиепископа Серафима (Соболева) Священный Синод Болгарской православной церкви оказал материальную помощь русскому монастырю Святого Спаса.
По состоянию на 2014 год монахов в монастыре не было. Монастырское имущество поддерживал один болгарский священник и его супруга.